# Lure, Haute-Saône
Lure là một xã trong vùng Bourgogne-Franche-Comté, thuộc tỉnh Haute-Saône, quận Lure (chef-lieu) tổng, tổng Lure-Nord
Lure-Sud
(chef-lieu). Tọa độ địa lý của xã là 47° 41' vĩ độ bắc, 06° 29' kinh độ đông. Lure nằm trên độ cao trung bình là 293 mét trên mực nước biển, có điểm thấp nhất là 284 mét và điểm cao nhất là 353 mét. Xã có diện tích 24,31 km², dân số vào thời điểm 1999 là 8727 người; mật độ dân số là 358 người/km².

## Thông tin nhân khẩu
| 1962  | 1968  | 1975  | 1982  | 1990  | 1999  | 2005  |
| ----- | ----- | ----- | ----- | ----- | ----- | ----- |
| 6.408 | 7.415 | 8.639 | 9.130 | 8.843 | 8.727 | 8.337 |

## Các thành phố kết nghĩa
- Asperg, Đức